# Resolutie 152 Veiligheidsraad Verenigde Naties
Resolutie 152 van de Veiligheidsraad van de Verenigde Naties werd unaniem door de Veiligheidsraad van de Verenigde Naties aangenomen op 23 augustus 1960 als zesde van acht resoluties die dag.

## Inhoud
De Veiligheidsraad had de aanvraag (voor VN-lidmaatschap) van de Republiek Congo (Brazzaville) bestudeerd, en beval de Algemene Vergadering aan om Congo-Brazzaville het VN-lidmaatschap toe te kennen.

## Verwante resoluties
- Resolutie 150 Veiligheidsraad Verenigde Naties (Ivoorkust)
- Resolutie 151 Veiligheidsraad Verenigde Naties (Tsjaad)
- Resolutie 153 Veiligheidsraad Verenigde Naties (Gabon)
- Resolutie 154 Veiligheidsraad Verenigde Naties (Centraal-Afrikaanse Republiek)

Lijst ·  133 ·  134 ·  135 ·  136 ·  137 ·  138 ·  139 ·  140 ·  141 ·  142 ·  143 ·  144 ·  145 ·  146 ·  147 ·  148 ·  149 ·  150 ·  151 ·  152 ·  153 ·  154 ·  155 ·  156 ·  157 ·  158 ·  159 ·  160